# Paraxanthus barbiger
Paraxanthus barbiger is een krabbensoort uit de familie van de Xanthidae. De wetenschappelijke naam van de soort is voor het eerst geldig gepubliceerd in 1836 door Poeppig.